# L'Affaire Bernini
L'Affaire Bernini (The Bernini Bust) est un roman policier d'Iain Pears paru en 1992. C'est le troisième roman de la série « Jonathan Argyll ».
Jonathan Argyll est allé aux États-Unis vendre un Titien au musée Moresby. Peu de temps après son arrivée, à l'occasion d'une soirée organisée par Arthur Moresby, ce dernier est retrouvé assassiné dans son bureau. La police américaine ouvre une enquête mais les suspects ne manquent pas. Le lendemain, Jonathan est renversé par une voiture : simple accident ou tentative de meurtre ? Alors que les soupçons de la police se portent vers De Souza, marchand d'œuvres d'art et dernière personne à être entrée en contact avec Arthur Moresby, De Souza est à son tour assassiné. Tout semble tourner autour d'un buste du pape Pie V taillé au XVIe siècle par Le Bernin, livré par De Souza, mais ce buste a mystérieusement disparu. Flavia se rend à Los Angeles pour prêter main-forte à Jonathan, le musée semblant être au centre d'un vaste trafic d'œuvres d'art, sans compter la vie sentimentale de la veuve éplorée, qui envisage de fermer le musée.

## Éditions

### Pays francophones
Le roman a été publié en France en 2001 dans la collection 10/18 (Editis) avec une traduction de Georges-Michel Sarotte.

## Principaux personnages

### Victimes
- Arthur Moresby : milliardaire américain, créateur des Industries Moresby.
- Hector de Suza : intermédiaire en vente d'objets artistiques.

### Enquêteurs
- Jonathan Argyll : intermédiaire en vente d'objets artistiques.
- Flavia di Stefano : inspectrice de police à la brigade de protection du patrimoine.
- Morelli : inspecteur de police à la brigade criminelle du Los Angeles Police Department.
- Général Bottando : directeur de la brigade de protection du patrimoine et chef direct de Flavia.

### Suspects
- Samuel Thanet : directeur du musée Moresby.
- Robert Streeter : chef de la sécurité du musée Moresby.
- James Langton : agent en Italie du musée Moresby.
- David Barclay : avocat d'Arthur  Moresby.
- Anne Moresby : troisième épouse d'Arthur Moresby.
- Jack Moresby : fils de la deuxième épouse d'Arthur Moresby.

### Autres
- Alberto Alberghi : colonel italien, propriétaire d'un tableau qui a été volé.
- Josiah Ansty : avocat californien.
- Alceo Borunna : ami d'Hector de Suza.

## Résumé
Le jeune marchand d'art anglais Jonathan Argyll se rend à Los Angeles pour vendre un Titien à un musée privé créé par le milliardaire Arthur Moresby. À peine arrivé en Californie, lors d'une soirée, Moresby est assassiné d'une balle tirée en pleine tête et sa plus récente acquisition du musée disparaît (un buste de Pie V du Bernin, vendu par l'intermédiaire Hector de Souza). La police américaine ouvre une enquête mais les suspects ne manquent pas.
Jonathan est, le lendemain du drame, victime d'un accident de la circulation, renversé par une voiture : simple accident ou tentative de meurtre ? La question se pose de savoir si la sculpture serait éventuellement sortie illégalement d'Italie. 
Alertée par Jonathan, Flavia di Stefano enquête à Rome, notamment auprès de l'agent en Italie du musée, puis auprès d'un ami de De Suza, le vendeur de la sculpture. Or De Suza est à son tour assassiné à Los Angeles. Flavia se rend à Los Angeles poursuivre l'enquête. De nouveaux développements sont découverts : la veuve éplorée détestait son mari et aurait un amant dont l'identité reste inconnue, le milliardaire a déshérité son fils issu d'une précédente union, de fausses déclarations sont faites aux douanes pour obtenir des allègements fiscaux illégaux. Les soupçons de la police se portent vers De Souza, dernière personne à être entrée en contact avec Arthur Moresby, mais l'homme est à son tour assassiné près de Los Angeles. Il semble évident que les deux meurtres sont liés : on a voulu faire taire le marchand d'art.
Au cours de leur enquête, Jonathan et Flavia découvriront que leur séparation de quelques semaines les avait rendus tristes et qu'ils sont beaucoup plus proches que ce qu'ils ne pensaient. Et ils se posent la question : si on ne retrouve pas ce buste sculpté de Pie V par Le Bernin, est-ce parce que le buste n'a jamais existé ?